# 魯薩尼夫齊
49°24′53″N 27°21′11″E / 49.41472°N 27.35306°E
魯薩尼夫齊（烏克蘭語：Русанівці）是位於烏克蘭西部的村莊，由赫梅利尼茨基州裡赫梅利尼茨基區的梅吉比日市鎮負責管轄。該村面積1.4平方公里，海拔高度295米，2001年人口309，人口密度每平方公里224.4人。